# Jacob Schaefer senior

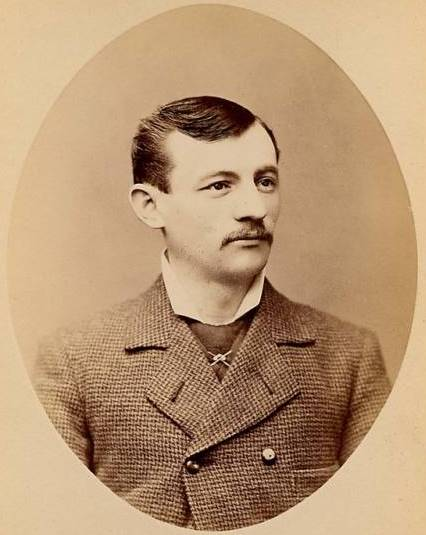
Jacob Schaefer (Sen.), ca. 1880er

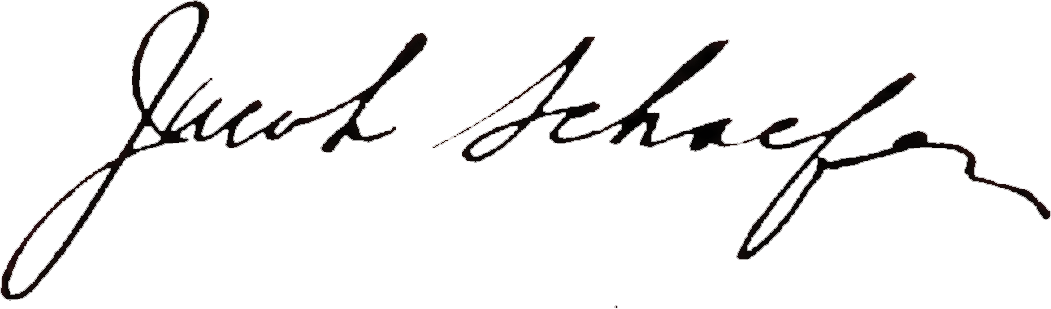
Unterschrift von Jacob Schaefer

Jacob „Jake“ Schaefer senior (* 2. Februar 1855 in Milwaukee; † 8. März 1910 in Denver), auch „The Wizard“ genannt, war ein deutschstämmiger Karambolagespieler der USA.

## Privates
Jake Sen. war der erste in den USA geborene Sohn deutscher Auswanderer. Er hatte einen Bruder mit Namen Charles, war verheiratet und hatte mit seiner Frau eine gemeinsame Tochter und einen Sohn (Jake Jun.). Das Billardspielen lernte er früh in dem Billardsalon seines Vaters.
Auf Grund seiner „Heldentaten“ mit dem Queue erhielt er den Spitznamen „The Wizzard“. Er war von recht kleiner Statur, nicht größer als 1,65 m (5′-5″), wurde am Tisch jedoch von seinen Mitspielern als „Gigant“ angesehen.
Der 1855 geborene Schaefer (I) war der Vater des ebenfalls erfolgreichen Billardspielers Jacob Schaefer junior (1894–1975).
Sowohl Schaefer Jun. (II), als auch sein Erzrivale Willie Hoppe wurden von ihm unterrichtet.
Schaefer erkrankte 1908 schwer an Tuberkulose, weshalb er wegen des milderen Klimas von Chicago nach Denver umzog. Dort verstarb er am Nachmittag des 8. März 1910 im Alter von 55 Jahren. An seinem Totenbett saßen neben seiner Frau auch seine Kinder und sein Bruder Charles.
Jacob Schaefer III (* 1938) und Jacob Schaefer IV (* 1970) sind beide Wissenschaftler. Jacob Schaefer V (* 2007) hat bis dato noch keine berufliche Entscheidung getroffen.

## Karriere
Seine Stärke lag im Besonderen in der Freien Partie und im Cadre. Er war der stärkste und populärste amerikanische Billardspieler des 19. Jahrhunderts. 1968 wurde er posthum in die Hall of Fame des Billiard Congress of America aufgenommen.
Mit Willie Hoppe ging er 1903 und 1905 auf mehrere Touren, um Schaukämpfe auszutragen. Hoppe beschrieb ihn einmal mit den Worten:

“Schaefer was the master of the carom game of billiards, with the most delicate stroke in the world, using either hand, he would execute a difficult mass shot that would bring an applauding audience to their feet.”

„Schaefer war der Meister des Karambol-Billards, mit dem wohl zartesten Stoß in der Welt, beidhändig spielend, würde er einen schwierigen Massé-Stoß ausführen, der das applaudierende Publikum auf die Beine bringen würde.“

Die genaue Anzahl seiner Spiel- und Turniersiege in der Freien Partie und im Cadre ist nicht bekannt. Bekannt sind seine WM-Jahre 1879, 1883, 1898, 1901, 1902, 1907 und 1908. Es wären wohl noch mehr geworden, hätte er in Chicago nicht einen Autounfall gehabt, der ihm das Handgelenk zertrümmerte und was ihm in den letzten Jahren erhebliche Probleme beim Spiel bereitete.
Zu seiner Zeit war er einer der weltbesten Spieler in der Freien Partie und im Cadre. Um seine spielerische Überlegenheit zu bekämpfen, wurden diverse neue Cadre-Varianten erfunden, jedoch half dies nicht, ihn von der Spitze zu verdrängen. Er gewann weltweit Titel und Fans. Obwohl schon schwer erkrankt, gewann er am 11. März 1908 seinen letzten Weltmeistertitel bei der Cadre-45/1-Weltmeisterschaft gegen Hoppe mit 500:423.